# Maxomys panglima
Il ratto spinoso di Palawan (Maxomys panglima  Robinson, 1921) è un roditore della famiglia dei Muridi, diffuso nelle Filippine.

## Descrizione

### Dimensioni
Roditore di medie dimensioni, con lunghezza della testa e del corpo tra 167 e 222 mm, la lunghezza della coda tra 180 e 226 mm, la lunghezza del piede tra 39 e 43 mm, la lunghezza delle orecchie tra 22 e 27 mm e un peso fino a 240 g.

### Aspetto
La pelliccia è corta e spinosa. Le parti superiori sono color acciaio, mentre le parti ventrali sono bianche. Una striscia sottile bianca si estende dalle parti inferiori fino ai piedi. La linea di demarcazione lungo i fianchi è netta. La coda è più corta della testa e del corpo ed è scura sopra e più chiara inferiormente. Le femmine hanno un paio di mammelle pettorali, un paio post-ascellari e due paia inguinali.

## Biologia

### Comportamento
È una specie notturna e terricola.

## Distribuzione e habitat
Questa specie è diffusa nelle Filippine: Palawan, Balabac, Busuanga, Calauit, Culion.
Vive in foreste primarie e secondarie di pianura e montane, zone agricole e piantagioni fino a 1.550 metri di altitudine.

## Conservazione
La IUCN Red List, considerato il vasto areale, la presenza in diverse aree protette, la tolleranza al degrado del proprio habitat e la popolazione numerosa, classifica M. panglima come specie a rischio minimo (Least Concern).